# الغواصة الألمانية يو-510
غواصة يو-510 غواصة يو بوت ألمانية من الفئة التاسعة سي بنيت لسلاح بحرية ألمانيا النازية كريغسمارينه، في أحواض دويتشه فيرفت في هامبورغ خلال الحرب العالمية الثانية.